# Goryphus abdominalis
Goryphus abdominalis là một loài tò vò trong họ Ichneumonidae.